# 富泰公共運輸交匯處
富泰巴士總站（英語：Fu Tai Bus Terminus）位於香港屯門虎地屯貴路，富泰邨服務設施大樓地下，鄰近嶺南大學，現時有6條巴士路線以此處為總站。

## 歷史
- 2001年1月7日：九龍巴士263M線開辦。
- 2001年1月14日：521（現時編號為K51）由井財街遷往此處為總站。
- 2003年4月7日：960S線開辦。
- 2005年3月7日：K58線開辦。
- 2013年9月28日：263M線取消。
- 2017年12月23日：A33X由屯門站遷往此處為總站。
- 2022年8月29日：K51A線開辦。

## 總站路線資料（巴士）

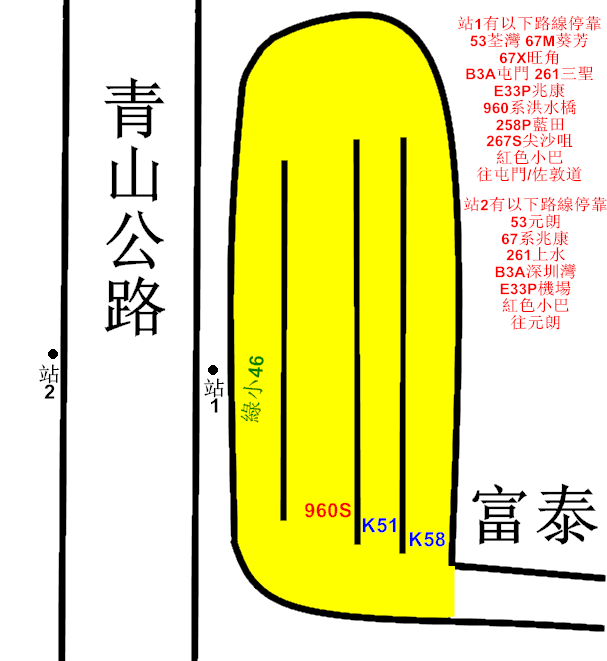
富泰巴士總站的平面圖

### 過海隧道巴士960C線
- 屯門（富泰邨） ↔ 銅鑼灣（維多利亞公園）

是由九龍巴士營運的一條路線，為960的一條輔助線，提供富泰、兆康苑、建生邨、田景邨、良景邨及屯門市中心往港島中區及灣仔的晨早巴士服務。於2018年4月16日起投入服務。只在平日上午於富泰開出2班及平日下午於銅鑼灣開出1班。去程班次則以此站為起點站，回程班次則以青山公路－嶺南段近富泰邨為終點站並不入此站。

### 過海隧道巴士960S線
- 屯門（富泰邨） ↔ 銅鑼灣（維多利亞公園）

是由九龍巴士營運的一條路線，為960線的一條輔助線，提供富泰、兆康苑、景峰花園及華都花園往港島中區及灣仔的晨早巴士服務。於2003年4月7日起投入服務。只在平日上午於富泰開出6班及平日下午於銅鑼灣開出1班。

### 港鐵巴士K51綫
- 富泰 ↔ 大欖

是由港鐵巴士營運的一條路線，提供屯門富泰邨及嶺南大學一帶往來新墟、屯門市中心、置樂花園、三聖、黃金海岸及大欖的巴士服務。由2001年1月14日起配合富泰邨入伙，總站由井財街延長至富泰。

### 港鐵巴士K51A綫
- 富泰 ↔ 掃管笏

是由港鐵巴士營運的一條路線，提供屯門富泰邨及嶺南大學一帶往來新墟、屯門市中心、置樂花園、三聖、黃金海岸及掃管笏的巴士服務。2022年8月29日起投入服務。

### 港鐵巴士K58綫
- 富泰 ↔ 掃管笏

是由港鐵巴士營運的一條路線，提供屯門富泰邨往來港鐵兆康站、兆康苑、建生、良田、山景、新墟、屯門市中心、置樂花園及青山灣的巴士服務。於2005年3月7日起投入服務。只於平日繁忙時間提供服務。

### 龍運巴士A33X線
- 屯門（富泰） ↔ 機場（地面運輸中心）

是由龍運巴士營運的一條機場特快巴士路線，於2017年12月23日延長至屯門（富泰邨），2020年12月28日改經景峰花園及新墟，以方便該區居民能有更便捷的服務往返機場。

### 龍運巴士NA33線
- 國泰城 ↔ 屯門（富泰）（經機場客運大樓、港珠澳大橋香港口岸）

是由龍運巴士營運的一條由香港國際機場往屯門（富泰邨）的通宵巴士路線。

## 總站路線資料（專線小巴）

### 新界區專線小巴46線
- 富泰 ↔ 屯門市中心

是由偉文發展營運的一條路線，提供富泰往來新墟及屯門市中心的專線小巴服務，並於兆康站接駁港鐵屯馬綫／輕鐵。於1997年投入服務。

### 新界區專線小巴46X線
- 富泰 ↔ 屯門市中心

## 過往路線
已取消
- 九龍巴士263M線
- 龍運巴士A33P線

## 鄰近地點
- 嶺南大學
- 倚嶺南庭
- 聚康山莊
- 疊茵庭